# Joe Haldeman
Pour les articles homonymes, voir Haldeman.
Œuvres principales
- La Guerre éternelle
- La Liberté éternelle
- La Paix éternelle
- Le Vieil Homme et son double

Joe Haldeman, né le 9 juin 1943 à Oklahoma City, est un romancier américain de science-fiction.

## Biographie
Joseph William Haldeman est né à Oklahoma City et a suivi sa famille lors de ses nombreux déménagements : Porto Rico, La Nouvelle-Orléans, Washington D.C., Bethesda et Anchorage. Marié en 1965 à Mary Gay Potter, il étudie d'abord l'astronomie à l'université du Maryland où il obtient un B.S. en 1967. La même année, il est mobilisé et part pour le Viêt Nam en tant que sapeur. À son retour, il reprend ses études en mathématiques et informatique, de 1969 à 1970.
Ayant exercé divers métiers — programmeur, musicien, journaliste, libraire — Joe Haldeman se considère comme un écrivain professionnel depuis 1970 ; et ce, même s'il occupe à temps partiel un poste d'enseignant en littérature dans diverses universités américaines, notamment au célèbre Massachusetts Institute of Technology.
Sa première nouvelle s'inspire de son engagement au Viêt Nam. Elle s'intitule War Year et est publiée en 1972. Son expérience militaire se retrouve également dans son premier roman, La Guerre éternelle (The Forever War), publié en 1975 et récompensé par les prix Hugo et Nebula. La même année, le très réputé Iowa Writers' Workshop de  l'université de l'Iowa lui décerne un master en écriture créative.
En 1990, il écrit le scénario du film Robot Jox de Stuart Gordon.
En 1997, il renoue avec le thème de son premier roman dans La Paix éternelle (Forever peace) et décroche une fois encore les prix Hugo et Nebula. Deux ans plus tard, il publie La Liberté éternelle (Forever Free), qui est la suite de La Guerre éternelle. Les deux romans ont depuis été adaptés en bande dessinée, en collaboration avec Marvano : La Guerre éternelle (trois tomes) et Libre à jamais (trois tomes également).
Joe Haldeman est, entre autres, conseiller pour la National Space Society, membre du Space Studies Institute et de la Science Fiction and Fantasy Writers of America (dont il a été président de 1992 à 1994).
Son frère aîné, Jack C. Haldeman II (en) (décédé en 2002), est également écrivain de science-fiction. Ils ont d'ailleurs collaboré sur certains ouvrages.

## Récompenses
Il a reçu cinq fois le prix Hugo, cinq fois le prix Nebula et quatre fois le prix Locus.

## Œuvres

### SérieLa Guerre éternelle
- La Guerre éternelle, 1976 ((en) The Forever War, 1974)Prix Hugo du meilleur roman 1976, prix Nebula du meilleur roman 1975 et prix Locus du meilleur roman 1976
- La Liberté éternelle, 2001 ((en) Forever Free, 1999)
- (en) A Separate War, 2006Nouvelle parue dans le recueil de nouvelles A Separate War and Other Stories racontant l'histoire de Marygay Potter après qu'elle eut quitté William Mandella dans La Guerre éternelle.

### SérieAttar
Cette série a été publiée sous le pseudonyme de Robert Graham.
- (en) Attar’s Revenge, 1975
- (en) War of Nerves, 1975

### SérieStar Trek Bantam
- La Planète du jugement, 1994 ((en) Planet of Judgement, 1977)
- Le Monde sans fin, 1994 ((en) World Without End, 1979)

### SérieWorlds
- (en) Worlds, 1981
- (en) Worlds Apart, 1983
- (en) Worlds Enough and Time, 1992

### SérieLa Paix éternelle
- La Paix éternelle, Pocket, coll. « Rendez-vous ailleurs », 1999 ((en) Forever Peace, 1997)Prix Hugo du meilleur roman 1998, prix Nebula du meilleur roman 1998 et prix John-Wood-Campbell Memorial 1998 ; bien que les deux romans soient liés thématiquement, La Paix éternelle n'est pas une suite à La Guerre éternelle : il s'agit de deux univers de fiction totalement distincts bien que les deux romans aient été publiés en anglais dans un même volume intitulé Peace and War.
- Liés à jamais, 2021 ((en) Forever Bound, 2010)Nouvelle parue dans l'anthologie Warriors puis reprise en français dans le recueil Guerre & Paix éternelles paru aux éditions Mnémos ; il s'agit d'une préquelle à La Paix éternelle racontant l'histoire de Julian Class enrôlé et entraîné comme jeune soldat et tombant amoureux de Carolyn.

### SérieMars
- (en) Marsbound, 2008
- (en) Starbound, 2010
- (en) Earthbound, 2011

### Romans indépendants
- Pontesprit, 1977 ((en) Mindbridge, 1976)
- En mémoire de mes péchés, 1978 ((en) All My Sins Remembered, 1977)
- Hypnose, 1989 ((en) Tool of the Trade, 1987)
- Immortalité à vendre, 1989 ((en) Buying Time, 1989)Également publié sous le titre The Long Habit of Living - Réédition, J'ai lu, coll. « Science-fiction » no 3097, 1991
- Le Vieil Homme et son double, 2002 ((en) The Hemingway Hoax, 1990)Prix Hugo du meilleur roman court 1991 et prix Nebula du meilleur roman court 1990
- (en) Bootcamp 3000, 1992Écrit avec Gordon R. Dickson, Harry Harrison et Jack Vance.
- Les Deux Morts de John Speidel, 2002 ((en) 1968, 1995)
- Le Message, 2002 ((en) The Coming, 2000)
- (en) Guardian, 2002
- (en) Camouflage, 2004Prix James Tiptree, Jr. 2004 et prix Nebula du meilleur roman 2005
- (en) Old Twentieth, 2005
- (en) War Stories, 2005
- (en) The Accidental Time Machine, 2007
- (en) Work Done for Hire, 2014

### Anthologies
- (en) Cosmic Laughter, 1974
- La troisième guerre mondiale n'aura pas lieu, 1980 ((en) Study War No More, 1977)
- Rêves infinis, 1981 ((en) Infinite Dreams, 1978)